# Diffuses Licht
Als diffuses Licht bezeichnet man in der Lichtführung ein „weiches“ Licht, das die Szene gleichmäßig und kontrast- bzw. schattenarm ausleuchtet. Diffuses Licht entsteht bei flächenhaften Lichtquellen oder durch den Einsatz eines Diffusors. Dies kann künstliches Licht mit Lichtformern wie Schirmen, Softboxen oder Reflexionen an Wänden sein, aber auch natürliches Licht wie ein bedeckter Himmel, Nebel oder das Licht unter Bäumen. Das Technische Hilfswerk verwendet dazu häufig die „Powermoon“ genannten Leuchtballons. 
Diffuses Licht vermindert die Kontraste durch Schatten und hebt damit die Bedeutung der Farben des Motivs für die Bildgestaltung an. Bei Porträts mindert es die Zeichnung von Falten (Beauty-Light), in der Sachfotografie vermeidet es Spitzlichter an reflektierenden Kanten und tiefe, dunkle Schatten.